# Fritz Kögl
Fritz Kögl (München, 19 september 1897 – Utrecht, 6 juni 1959) was een Duits/Nederlands scheikundige die vanaf 1931 tot aan zijn overlijden in 1959 hoogleraar was aan de (Rijks)Universiteit Utrecht.

## Biografie
Fritz Kögl werd geboren in de Beierse stad München als zoon van de koopman Josef Kögl en Anna Fischer. Na de Luitpold-Oberrealschule studeerde hij van 1916 tot 1920 scheikunde aan de Technische Hogeschool München, onder andere bij Heinrich Otto Wieland. In 1920 behaalde hij zijn ingenieursdiploma. Wieland was ook Kögls promotor toen hij in 1921 promoveerde op het proefschrift "Weitere Untersuchungen über Derivate des vierwertigen Stickstoffs".
Vanaf 1925 was hij privaatdocent in de organische scheikunde aan de TH München en een jaar later aan de Universiteit van Göttingen. Na vier jaar Göttingen besloot hij in 1931 naar Nederland te verhuizen waar het hoogleraarschap organische scheikunde in Utrecht was vrijgekomen na het vertrek van Lavoslav Ružička aldaar. Wel stelde Kögl de voorwaarde dat er een nieuw laboratorium gebouwd zou gaan worden; die kreeg Kögl. Acht jaar later na zijn komst, in 1938, kwam het laboratorium gereed.
Voor zijn vertrek naar Nederland huwde Kögl in 1931 Beate Laura Niebel. Uit dit huwelijk werden twee dochters geboren. In 1939 werd hij bij wet tot Nederlander genaturaliseerd, desondanks werd hij tijdens de Tweede Wereldoorlog door de Duitse bezettingsmacht als Volksdeutscher beschouwd en mocht hij zijn werk aan de universiteit voortzetten. Zelf verafschuwde hij het nazistische gedachtegoed.

## Werk
In Utrecht zette hij aanvankelijk zijn werk naar de isolatie en structuuropheldering van natuurstoffen voort maar raakte als snel meer geïnteresseerd  in het werk van een andere Utrechtse hoogleraar, Frits Went. Als hoogleraar botanie deed deze onderzoek naar groeistoffen bij planten, en dan met name de stof die lengtegroei activeert door celstrekking bij hogere planten.
Samen met zijn uit Duitsland meegekomen assistente Hanni Erxleben en de Nederlands promovendus Arie Jan Haagen-Smit ontdekte hij het plantaardige groeihormoon auxine, maar heeft dit verkeerd geïnterpreteerd door een samenloop van ongelukkige omstandigheden. Volgens een andere interpretatie was hier al een vervalsing aan de zijde van Erxlebens in het spel – monsters van fragmenten auxine-a (die in andere laboratoria niet gereproduceerd konden worden) welke na de dood van Kögl zijn onderzocht bleken niet het gepubliceerde materiaal te bevatten, maar choolzuur. Later bleek dat Kögl en Erxleben het werkelijke auxine wel hadden ontdekt, doch verkeerd geïnterpreteerd als heteroauxine.
Samen met promovendus Benno Tönnis heeft Kögl ook voor het eerst in 1936 de stof biotine (vitamine B8) in kristallijne vorm geïsoleerd. Uit duizend [kilogram] eierdooiers verkregen ze vier milligram onzuivere biotine.
In 1939 publiceerde Kögl samen met assistente Erxleben een opzienbarend artikel over stereochemische veranderingen van eiwitten in tumorweefsels. Tijdens onderzoek met dierlijk en menselijk tumorweefsel werd door hen in de steekproeven een verhoogd aandeel D-aminozuren opgemerkt. In het bijzonder was dat de hoeveelheid D-glutaminezuur sterk was toegenomen. Enkele onderzoeksgroepen in de Verenigde Staten en Engeland probeerden reeds in 1940 het door Kögl uitgevoerde experiment te reproduceren, maar konden het door Kogl verkregen resultaat niet bevestigen. Ook in Duitsland konden zijn onderzoekingen door andere wetenschappers niet geverifieerd worden. Begin jaren 1950 werd het duidelijk dat zijn onderzoek door zijn Duitse medewerkster beïnvloed was geweest. Ze had D-glutaminezuren bij IG Farben gekocht en dit vervolgens in het onderzoeksmonster gemixt.
Ondanks de duidelijk gemanipuleerde uitslag trok Kögl zijn werk niet terug. Hierdoor raakte hij geïsoleerd van zijn vakcollega's en stelde men zijn wetenschappelijke integriteit toenemend in twijfel. Vanwege dit schandaal leed Kögl jarenlang onder depressies.

## Erkenning
Ondanks deze smet heeft Kögl veek betekend voor het biochemisch onderzoek in Nederland. Dankzij zijn inspanningen kreeg Utrecht als eerste Nederlands laboratorium in 1949 de beschikking over een uit de Verenigde Staten geïmporteerde massaspectrometer.
Van 1939 tot 1941 en van 1957 tot 1959 was Kögl bestuurslid van de Nederlandse Vereniging voor Biochemici en vanaf 1938 lid van de Koninklijke Nederlandse Akademie van Wetenschappen. Daarnaast was hij Ridder in de Orde van de Nederlandse Leeuw en ontving hij verscheidene buitenlandse onderscheidingen.